# Spoofing
Spoofing is het vervalsen van kenmerken met als doel om tijdelijk een valse identiteit aan te nemen. Dit kan bijvoorbeeld gaan om e-mail, website, IP-adres, telefoonnummer en biometrische kenmerken.

## E-mail-spoofing
E-mail-spoofing is een term die gebruikt wordt om frauduleuze e-mailactiviteiten te beschrijven. Deze activiteiten houden in dat specifieke eigenschappen van het e-mailbericht, zoals From (Van), Return-Path (Afzender) en Reply-To (Antwoorden naar) worden gewijzigd. Hierdoor lijkt het alsof de e-mail afkomstig is van een andere bron. E-mail spoofing is een veelgebruikte techniek voor het versturen van spam.
Ook zijn er computervirussen die e-mail-spoofing gebruiken om zichzelf te verspreiden. Het virus gebruikt een ander adres dat het op de geïnfecteerde computer heeft aangetroffen als afzender. In sommige gevallen maakt het virus ook zelf een e-mailadres aan. Yaha.E is niet het eerste virus dat de afzender vervalst. Het Klez.H-virus deed dat zelfs structureel en is daardoor tot op heden lastig te bestrijden. Mensen van wie de computer geïnfecteerd is, kunnen moeilijk worden gewaarschuwd, omdat hun e-mailadres voor de meeste ontvangers onbekend is.

## Websitespoofing
Websitespoofing is het nabootsen van een bestaande, algemeen bekende website met de bedoeling om kritiek te uiten op de organisatie achter de originele website. In werkelijkheid wordt het geleid door eindgebruikers met bijvoorbeeld frauduleuze bedoelingen (phishing).

### URL-spoofing
Is het nabootsen van een bestaande URL, zodat de gebruiker denkt de echte site te bezoeken, terwijl de URL die van een bedrieger is. Het nabootsen kan bestaan uit spelfouten in het webadres, of het gebruik van letters uit een andere taal die lijken op die van het oorspronkelijke adres. De gebruiker wordt in de meeste gevallen naar de valse website gelokt via een e-mail of een hyperlink op een andere website. Het komt ook voor dat een website eruitziet als het origineel, maar dat het een parodie betreft. Deze zijn meestal onschuldig, omdat deze zichtbaar verschillen van de originele website.

## Andere vormen van spoofing
Naast het "spoofen" van een e-mailadres of website is een soortgelijke truc ook mogelijk met IP-adressen. Hierbij kan een aanvaller het IP-adres van iemand anders aannemen. Deze techniek is op internet echter alleen in zeer uitzonderlijke situaties toe te passen en wordt daarom bijna nooit gebruikt (IP-spoofing).